# Митрополія Монпельє
Митрополія Монпельє (фр. Province ecclésiastique de Montpellier) - митрополія римо-католицької церкви у Франції. Утворена 2002 року в ході адміністративно-територіальної реформи. Включає архідієцезію та 4 дієцезії. Головною святинею є Собор святого Петра в Монпельє